# Jonathan Motzfeldt

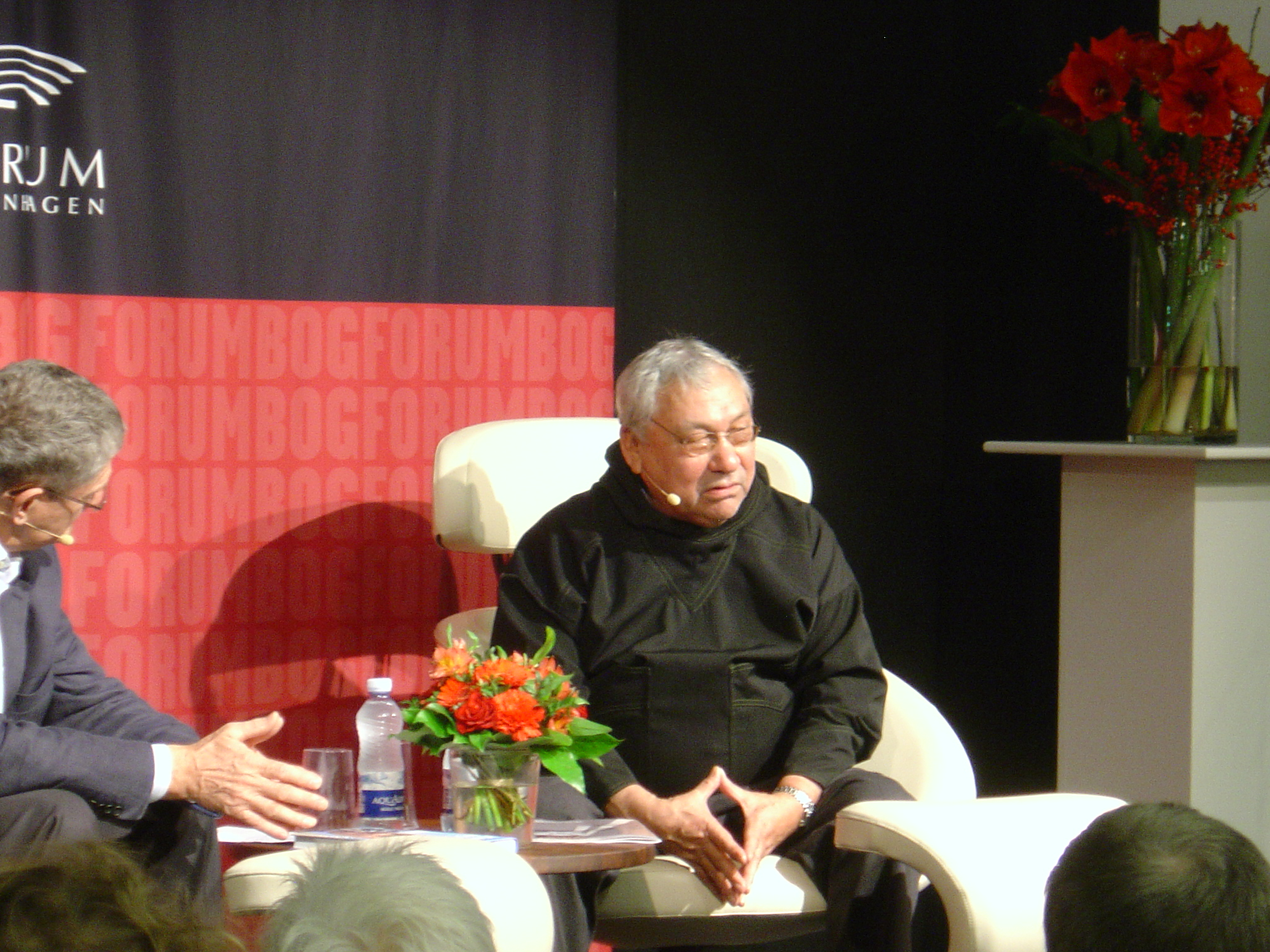
Jonathan Motzfeldt

Jonathan Jakob Jørgen Otto  Motzfeldt, född 25 september 1938 i Qassimiut, död 28 oktober 2010 i Nuuk, var en grönländsk politiker och präst. Han var son till fångstmannen Søren Motzfeldt (död 1984) och Kirsten Motzfeldt, född Klemmensen (död 1979). Motzfeldt gifte sig 9 augusti 1992 med Kristjana Guðrún Guðmundsdóttir, född 15 februari 1951 i Reykjavik. Jonathan Motzfeldt var en central figur i utvecklingen av det moderna Grönland och dess politiska liv.

## Yrkesmässig karriär
Motzfeldt tog lärarexamen vid Illinniarfissuaq (Grønlands Seminarium) i Nuuk 1960 och slutförde sina teologiska studier vid Köpenhamns universitet 1966. Han var präst i byn Alluitsup Paa (Sydprøven) i Qaqortoq kommun (Julianehåb) 1966-69, och sedan i Qaqortoq 1969-79.

## Politisk karriär
Efter att ha ställt sig i förgrunden för den politiska frigörelsekamp, som Grönlands befolkning inledde på allvar i början på 1970-talet, blev Jonathan Motzfeldt synonym med Grönlands hjemmestyre. Han var ordförande för det socialdemokratiska partiet Siumut i flera omgångar, medlem i Grönlands landsting 1979-2009 och ordförande för landstinget 1979-1988. I två perioder, 1979-1991 och 1997-2002, ledde Motzfeldt den grönländska regeringen, naalakkersuisut som landsstyreformand. Bland hans internationella uppdrag märktes hans ordförandeskap för Västnordiska rådet under 2008.
Motzfeldt avled den 28 oktober 2010 på Dronning Ingrids Hospital i Nuuk av hjärnblödning och långvarig cancer.

## Utmärkelser
- Nersornaat i guld,  1 maj 1989[9]
- Kommendör av första graden av Dannebrogorden,  2003[10]
- Kungliga Nordstjärneorden
- Förbundsrepubliken Tysklands förtjänstorden - stora kommendörskorset med stjärna

[Redigera Wikidata]